# Hanka Pachale
Hanka Pachale (Schwerin, 12 settembre 1976) è un'ex pallavolista tedesca.
Giocava nel ruolo di schiacciatrice.

## Carriera
Hanka Pachale è figlia di Siegfried Pachale, che nel 1976 raggiunse il quinto posto alle olimpiadi di Montreal come rappresentante della Germania Est nel lancio del disco; anche sua madre era un'atleta di fama internazionale, specializzata nel lancio del disco. Inizia a giocare a pallavolo fin da giovanissima esordendo nel massimo campionato tedesco nel 1990 con lo Schweriner SC: resterà legata alla squadra della sua città per ben otto stagioni. Durante questi anni, precisamente nel 1994, viene anche convocata per le prime volte in nazionale, partecipando a diversi eventi come le olimpiadi di Atlanta e al campionato mondiale 1998.
Nella stagione 1998-99 fa il suo esordio nella Serie A1 italiana, ingaggiata dal Vicenza Volley. Nelle due stagioni successive è invece ak Volley Modena con la quale ottiene anche le sue prime vittorie, ossia lo scudetto nella stagione 1999-00 e la Champions League 2000-01; con la nazionale partecipa alle Olimpiadi di Sidney. Dopo un'annata alla Romanelli Firenze, torna nuovamente a Modena con la quale resta per altre due stagioni, vincendo una supercoppa italiana. Dopo una medaglia di bronzo con la Germania al World Grand Prix, decide di abbandanare la nazionale.
Inizia poi una serie di peregrinazioni in diverse squadre come nel Pieralisi Jesi, Chieri Volley e Volley Club Padova, fino ad approdare alla Pallavolo Sirio Perugia nella stagione 2007-08 dove vince una supercoppa italiana e la Champions League. Nella stagione 2008-09 viene ingaggiata dalla neo-promossa Pallavolo Villanterio Pavia dove resta per due annate.
Nella stagione 2010-11 va a giocare nel campionato francese, nel Racing Club de Cannes, con il quale vince sia la Coppa di Francia sia lo scudetto.
Nella stagione 2011-12 torna in Italia, ingaggiata dal River Volley Piacenza: al termine del campionato decide si ritirarsi dall'attività agonistica.

## Palmarès

### Club
- Campionato italiano: 1

1999-00
- Campionato francese: 1

2010-11
- Coppa di Francia: 1

2010-11
- Supercoppa italiana: 2

2002, 2007
- CEV Champions League: 2

2000-01, 2007-08

### Premi individuali
- 2005 - Coppa CEV: Miglior ricevitrice